# Výří vrch
Výří vrch je přírodní památka v chráněné krajinné oblasti Blanský les, v katastrálním území Vyšný, poblíž města Český Krumlov v okrese Český Krumlov. Důvodem ochrany jsou obnažené skály na vápencovém podkladu, xerotermní travinobylinná společenstva rostlin a živočichů, rozvolněné teplomilné doubravy a vápnomilná bučina.

## Flóra
Za nejvýznamnější druhy zde rostoucích rostlin  lze považovat kakost krvavý (Geranium sanguineum), okrotici červenou (Cephalanthera rubra) a škardu ukousnutou (Crepis praemorsa).

## Fauna
Nejcennějším druhem, který se zde vzácně vyskytuje, je soumračník západní (Pyrgus trebevicensis). Žije zde 79 druhů střevlíků a  významní stepní měkkýši, jako např. suchomilka obecná (Xerolenta obvia), zuboústka trojzubá (Chondrula tridens). Dále se zde pravidelně vyskytuje užovka hladká (Coronella austriaca).

## Galerie

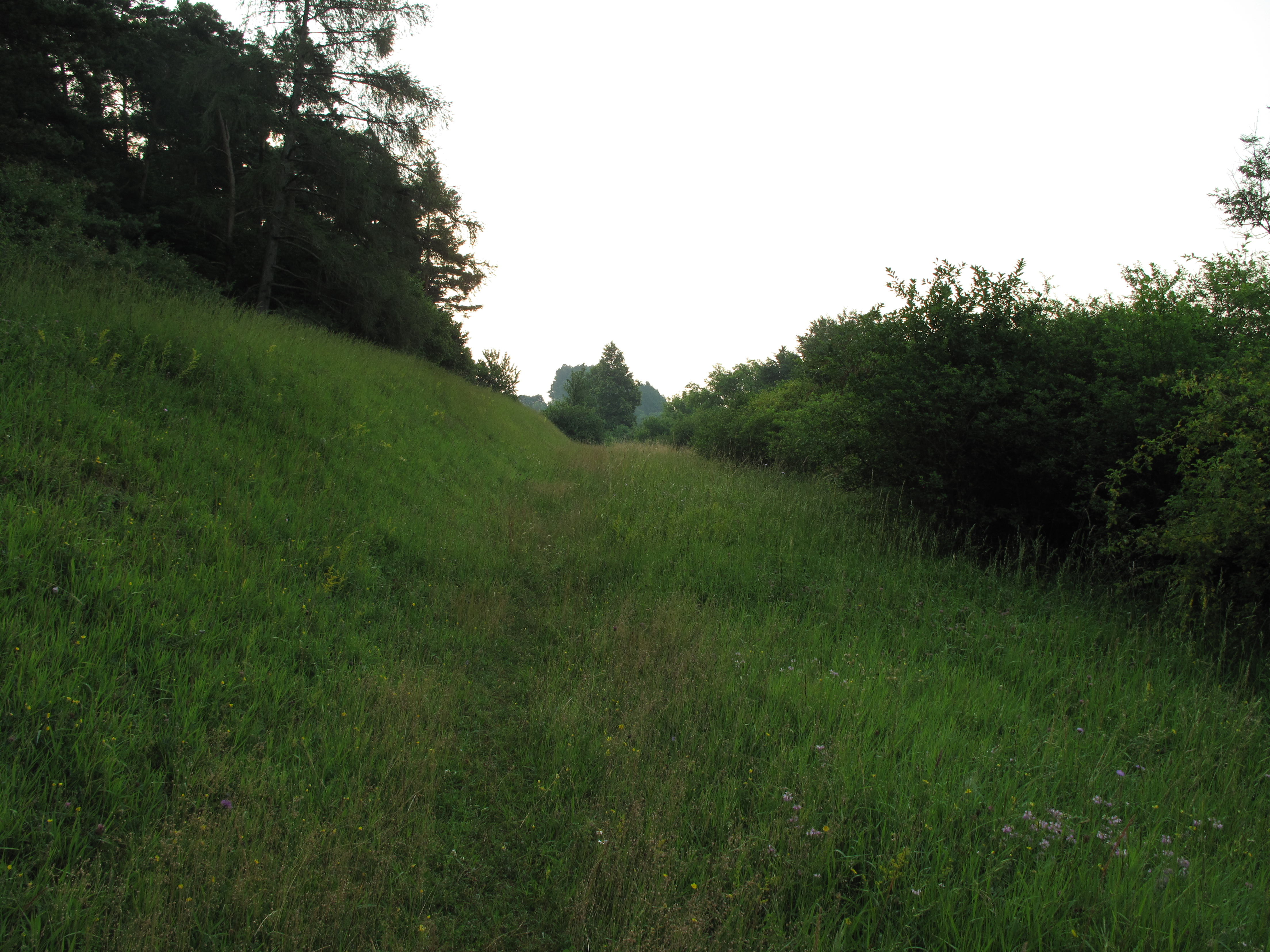
Cesta
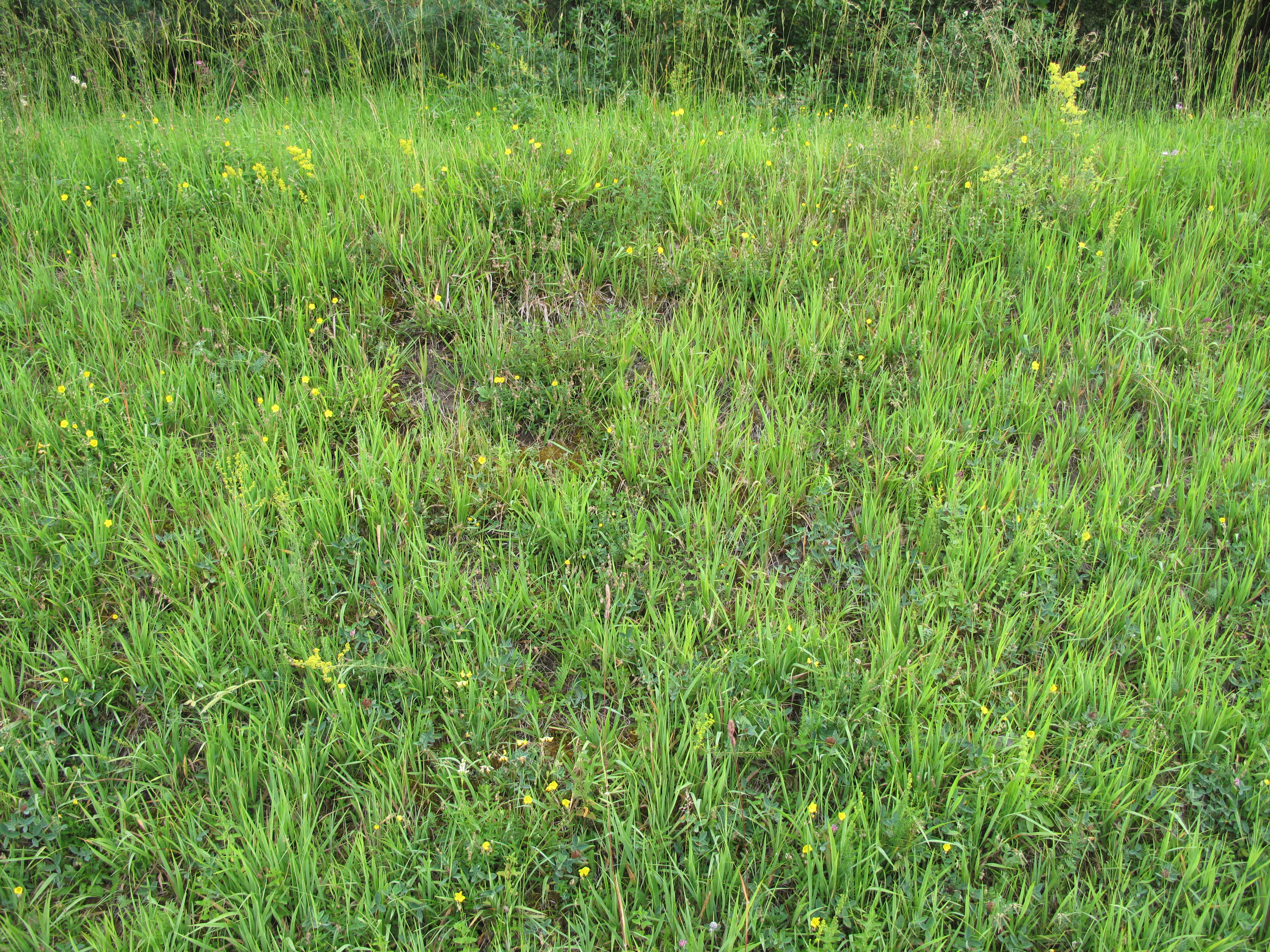
Trávy